# Ђанколи (Кјети)
Ђанколи (итал. Giancoli) је насеље у Италији у округу Кјети, региону Абруцо.
Према процени из 2011. у насељу је живело 24 становника. Насеље се налази на надморској висини од 246 м.